# Czesław Dobek

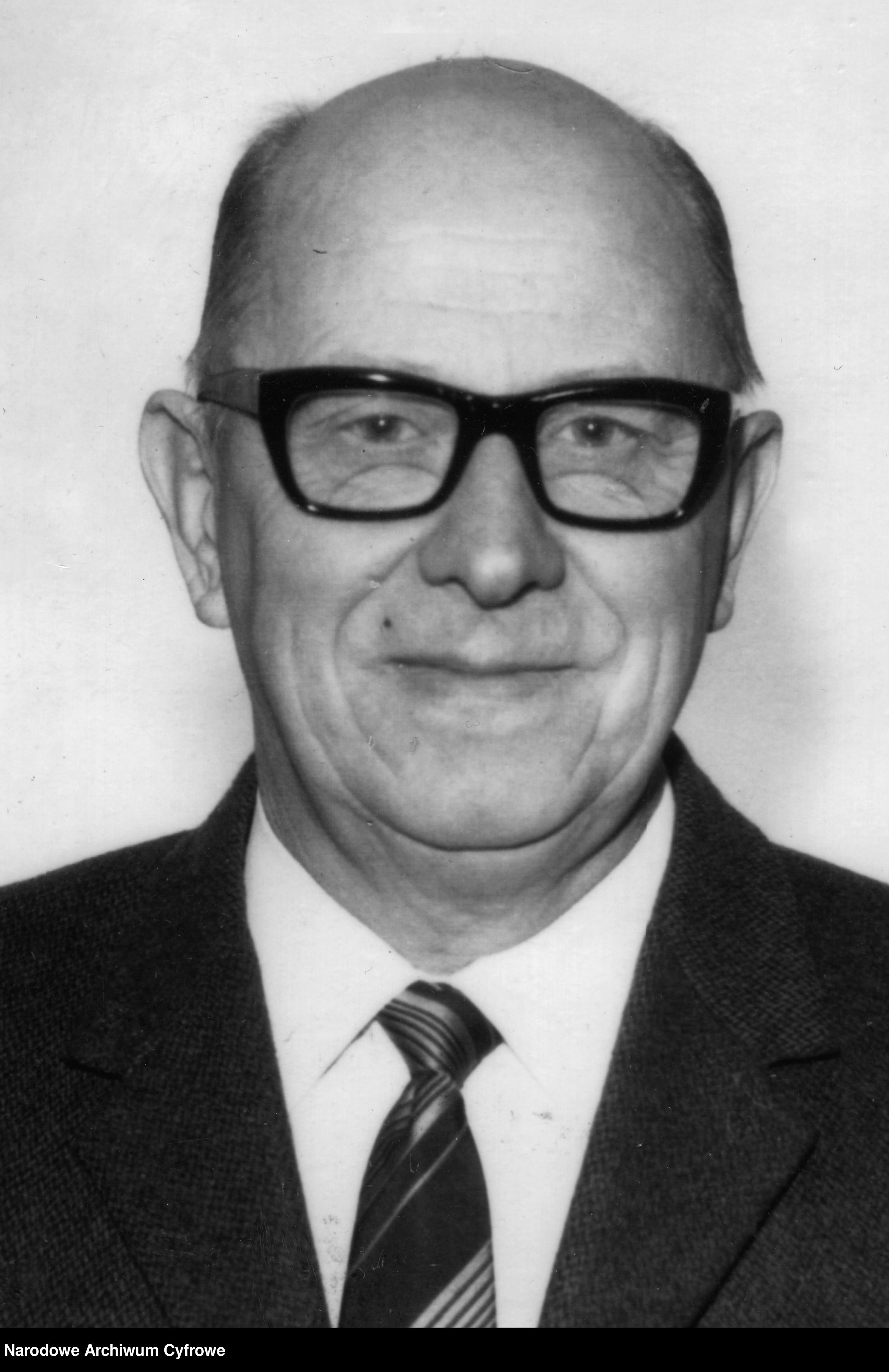
Czesław Dobek (ok. 1970)

Czesław Kazimierz Dobek (ur. 27 marca 1910 w Ostrołęce, zm. 7 listopada 1973 w Monachium) – powieściopisarz, poeta, dziennikarz radiowy.

## Życiorys
Urodził się 27 marca 1910 w Ostrołęce, rodzinie Stefana. Do 1937 służył w Wojsku Polskim. Po wybuchu II wojny światowej brał udział w kampanii wrześniowej 1939. Wzięty do niewoli został wywieziony w głąb ZSRR. Po amnestii 1941 przeszedł wraz z Armią Polską na Bliski Wschód. W 1944 walczył w kampanii włoskiej, w tym w stopniu porucznika w szeregach 4 Pułku Artylerii Lekkiej w bitwie o Monte Cassino. Odznaczony Krzyżem Pamiątkowym Monte Cassino nr 19952.
Po wojnie żył na emigracji w Wielkiej Brytanii (Glasgow, Londyn). Współpracował m.in. z londyńskimi „Wiadomościami” (od 1952) i paryską „Kulturą”, na łamach której w 1964 opublikował demaskatorskie artykuły o polskich funduszach społecznych na emigracji. Był autorem wierszy wojennych, wypowiadał się w powieściach (Na ratunek gołębicy 1964, Skała nad jeziorem 1969) łączył wątki sensacyjne z problematyką postaw etycznych, w opowiadaniach (Drugi rzut i inne opowiadania 1968) wydobywał głębszy egzystencjalny sens z autentycznych obserwacji emigracyjnej rzeczywistości. W latach 1968–1973 był związany z Rozgłośnią Polską Radia Wolna Europa w Monachium, gdzie przygotowywał i prowadził audycje literackie i kulturalne. 